# 철기 시대
| 인류 역사의 구분  |             |           |           |
| 홀 로 세          | 역사 시대   | 역사 시대 | 역사 시대 |
| 홀 로 세          | 철기 시대   |           |           |
| 홀 로 세          | 청동기 시대 |           |           |
| 홀 로 세          | 동기 시대   |           |           |
| 홀 로 세          | 신석기 시대 |           |           |
| 홀 로 세          | 중석기 시대 |           |           |
| 플 라 이 스 토 세 | 후기 구석기 |           |           |
| 플 라 이 스 토 세 | 중기 구석기 |           |           |
| 플 라 이 스 토 세 | 전기 구석기 |           |           |
| 플 라 이 스 토 세 | 구석기 시대 |           |           |
| 플 라 이 스 토 세 | 석기 시대   |           |           |

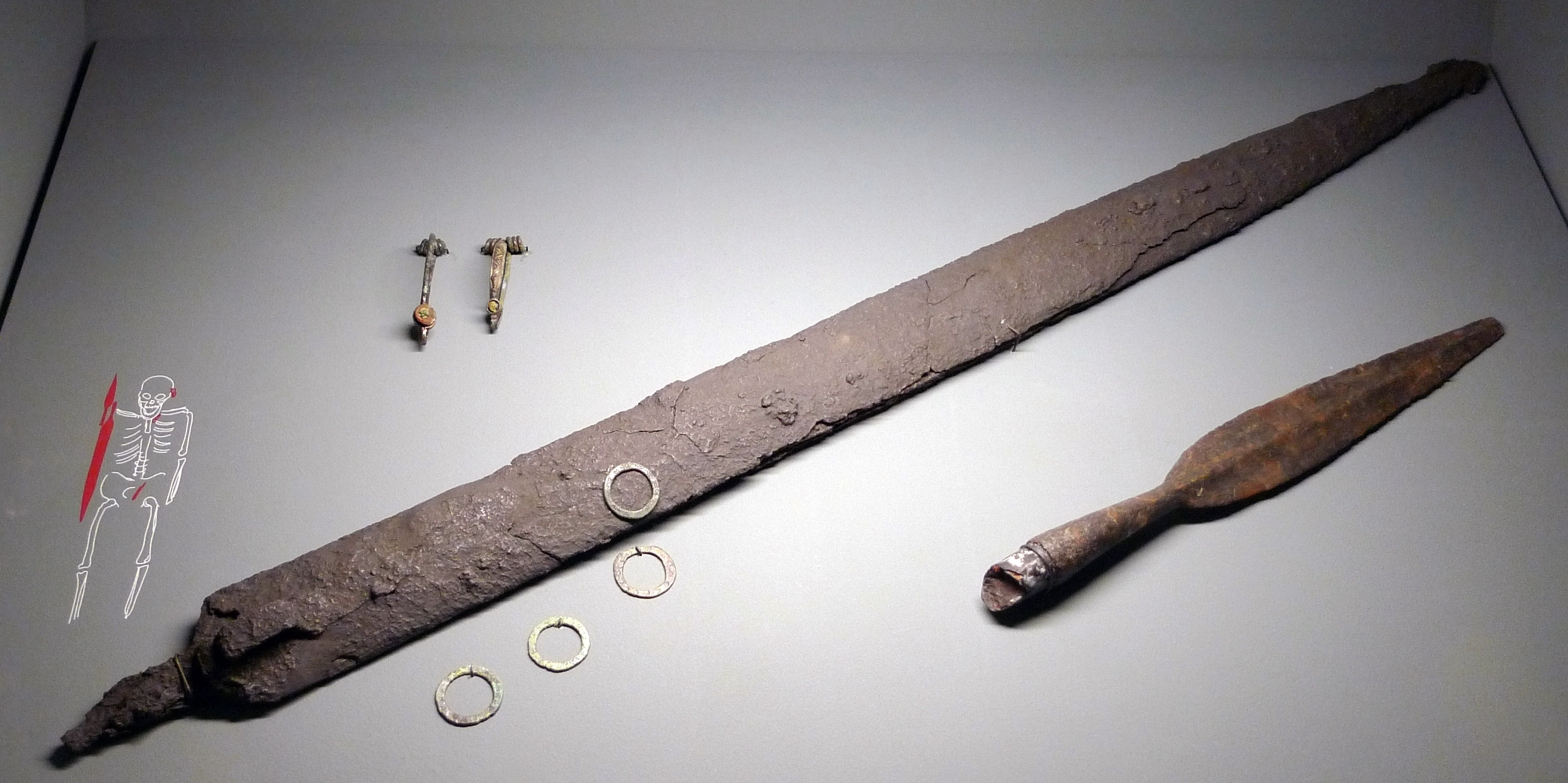

철기 시대(鐵器時代)는 철을 주로 사용하여 도구나 무기와 같은 철기를 만들던 시대를 말한다. 고고학에서 선사 시대를 분류하는 세 단계 중 마지막 단계이다.
일반적으로 철기 시대의 연대와 물품들은 분포된 나라와 지역에 따라 다르지만, 기원전 12세기 그리스와 고대 중동 지역(메소포타미아 지역), 기원전 11세기 인도, 기원전 8세기(중앙유럽)와 6세기(남유럽)에 걸친 유럽지역으로부터 철기 시대가 시작되었고 로마 제국과 헬레니즘 혹은 북유럽 초기 중세기 즈음에 막을 내린다는 것이 학계의 공통적인 의견이다.
철기 시대는 또한 철제품을 만들 때 최고로 정교한 금속 가공법이 개발되었던 시대라고도 칭할 수 있다. 쇠의 단단함, 높은 용해온도, 그리고 풍요한 철광자원 (구리보다 저렴한 생산비용)을 바탕으로 철은 청동기를 몰아내고 가장 많이 사용되는 금속으로 군림하게 되었다. 흥미로운 사실은 아메리카과 오세아니아 등 유럽인들에 의하여 개척되고 식민지화 된 지역 중에는 철기 시대가 존재하지 않는 예외적 경우도 존재한다.

## 청동기 시대의 철기
중기 청동기 시대에 녹인 철광물(니켈이 부족한 유성 철광석과는 구별되는)의 증가가 아나톨리아, 메소포타미아, 인도 아대륙, 레반트, 지중해, 이집트에 나타났다.
혹자는 해면철과 같이 철이 구리 제련의 부산물로 만들어졌으며, 당시의 기술로는 다시 녹여서 사용할 수 없었다고 주장한다.
가장 초기의 체계적인 생산품과 철기 도구의 사용은 아나톨리아에서 기원한다. 철기의 아프리카 생산품은 거의 동시대에 시작되었거나 아나톨리아 이전에 제작되었음다고 알려져 왔다. 그러나 최근의 발굴에서 철기가 기원전 2000년 전부터 아나톨리아에 등장했음을 알려준다. 갠지스강 언덕의 최근 고고학적 연구에서 인도도 기원전 1800년경에 철기가 등장했음을 보여준다. 기원전 1200년경에는 철기가 중동 지역에 폭넓게 사용되었으나 청동기의 지배적인 사용을 능가하지는 못했다.

## 청동기에서 철기로 이동
청동기는 융점이 낮기 때문에 철기 이전에 사용되었던 도구이다. 철기 시대는 보다 높은 온도에서 녹는 기술이 개발되어 시작되었다. 철기 시대에는 가장 좋은 도구와 무기는 강철로 만들어졌다. 이것은 철에 탄소 내용물이 무게로 0.02%에서 1.7% 정도 섞이게 된다. 강철 무기와 도구는 거의 청동기와 거의 같은 무게지만, 더욱 강했다. 그러나 강철은 생산하기가 쉽지가 않았다. 그러므로 많은 철기 도구는 제련한 철기이다. 제련된 철기는 청동기보다 약했지만, 덜 비싸고, 조작하기 쉬워 사람들이 많이 사용하였다.

## 근동
근동의 철기 시대는 기원전 13세기경 아나톨리아(現 터키)와 코카서스(現 유라시아)지역에서 제철 기술과 제련 기술이 개발됨으로써 시작되었으며 서아시아 전 지역에 급속도로 전파되어 기원전 1세기에는 청동무기가 쇠무기로 대체되었다.  고고학자들은 히타이트(Hittites)가 급속도로 이곳의 강력한 패권자로 부상된 이유는 바로 아시아와 유럽이 만나는 에게해(Aegean) 인근에서 최초로 제련 기술이 개발되어 히타이트가 철제무기를 사용했기 때문이라고 결론짓는다. 히타이트의 세력이 확장되며 철기문화는 유럽과 아시아에 함께 확장되었다. 기원전 13세기 중엽 히타이트는 멸망하기 진전부터 팔레스타인과 이집트와의 교역을 활발히 하여 아시아 지역으로, 도리아 인들과의 교역을 통하여 유럽으로 제련 기술이 전파되었다. 아시리아 왕국 또한 히타이트와의 교역을 통하여 최초로 철기 제련법을 접한 나라였다는 흥미로운 사실도 있다.
철기의 발견

발견된 비귀금속의 초기 사례와 분포.
| 년대             | 크레타 | 에게해 | 그리스 | 키프로스 | 전체 | 아나톨리아 | 총합계 |
| ---------------- | ------ | ------ | ------ | -------- | ---- | ---------- | ------ |
| 1300–1200 BC     | 5      | 2      | 9      | 0        | 16   | 33         | 65     |
| 1200–1100 BC     | 1      | 2      | 8      | 26       | 37   | N.A.       | 74     |
| 1100–1000 BC     | 13     | 3      | 31     | 33       | 80   | N.A.       | 160    |
| 1000–900 BC      | 37E    | 30     | 115    | 29       | 1.40 | N.A.       | 211    |
| 전체 청동기 시대 | 5      | 2      | 9      | 0        | 16   | 33         | 65     |
| 전체 철기 시대   | 51     | 35     | 163    | 88       | 337  | N.A.       | 511    |

## 동아시아

### 한국
한반도에는 삼한 시대(기원전 300년)가 시작되기에 바로 앞서 교역을 통하여 철기가 도입되었다.  금괴같이 생긴 쇠절편들은 선사 시대 한국에서 장례식 때 필요했던 중요한 부장품이었다.  기원전 2세기경 제철 기술이 빠르게 전파되기 시작었으며 서기 1세기 경에는 한반도 남쪽지역에서도 농민들이 철기구를 보편적으로 사용하기 시작했다.
한국에서 처음으로 철기가 도입된 시기에 관하여 북한에서는 기원전 8~7세기라고 보는 반면 남한에서는 기원전 3~2세기에 철제 농기구와 무기가 제작되는 등 철기 문화가 시작되었다고 보고 있어 차이가 있으며, 남한 학계 내에서도 학자에 따라 철기 시대의 기원을 기원전 7세기 (변방이라 할 수 있는 홍천 철정리 유적에서 기원전 7세기 철기 수습)에서 기원전 2~1세기까지 보는 등 큰 격차가 있다.
2016년 전라남도 함평군 해보면 상곡리에서 철기시대전기(기원전 4세기)의 석관묘에서 거울모양동기(鏡形銅器)가 출토되었으며, 2017년 전라북도 군산시 옥구읍 선제리 적석목곽묘에서(기원전 4~3세기) 초기 철기 유물인 검파형동검(劍把形銅器)·세형동검(細形銅劍)·청동도끼·청동새기개·점토대토기가 출토되었다. 철기시대의 시작과 관련이 있는 점토대토기의 경우 강릉 송림리 유적(B.C.700~B.C.400년경), 안성 원곡 반제리 유적(B.C.875~B.C.450년경), 양양 지리 유적(B.C.480~B.C.420년경), 횡성군 갑천면 중금리 유적(B.C.800~B.C.600년경), 홍천 두촌면 철정리 유적(B.C.640~B.C.620년경)으로 확인된다. 이를 근거로 한반도 철기시대의 시작을 최소기원전 5세기경으로 추정하는 견해가 있다.

## 유럽
철기 제품이 유럽으로 도입된 것은 소아시아에서 기원전 1000년 전으로 추측된다. 그리고 북쪽과 서쪽으로 500년에 이어져 서서히 확대되어 간다.

### 동유럽
초기 기원전 1000년은 동유럽에서 철기 시대에 해당한다. 폰틱(그리스) 스텝과 코커서스 지역에서는 철기는 기원전 900년에서 800년경의 코반 문화, 체르노고로프카와 보로체르카스크 문화와 함께 시작되었다. 타르코 키메르족의 이주를 통해 할슈타트 문화로 확산되었다.

### 중앙유럽
중앙 유럽에서 철기 시대는 일반적으로 초기 할슈타트 문화(기원전 800–450)와 후기 철기 시대인 라텐 문화(기원전 450에 시작되는)로 나뉜다. 이 철기 시대는 로마의 침공으로 끝이 난다.

#### 이태리
이태리에서 철기 시대는 기원전 12세기 빌라노반 문화에 의해 도입되었지만, 이 문화는 바람의 원리에 따라 철기를 제작한 히타이트와 유사했기 때문에 청동기 문화로 분류된다. 반면에 기원전 9세기에 등장한 에트루리아 문명은 확실한 철기 시대의 특징을 가진다.

#### 영국 제도
영국 제도에서 철기 시대는 기원전 800년에서 시작하여 로마의 침공과 5세기 비로마화된 부분이 될 때까지 지속된다. 이 시대의 구조물들은 매우 인상적이며, 브로치와 북부 스코틀랜드 그리고 여러 섬의 요새에서 발견된다.

### 북유럽
철기 시대는 고대 로마 철기 시대와 로마 시대의 철기 시대로 나뉜다. 이것이 민족 대이동 다음에 오는 시대이다.
북부 독일과 덴마크는 야스토프 문화(Jastorf culture)에 의해 지배를 받았다. 반면, 스칸디나비아의 남쪽은 매우 유사한 그레건 철기 시대에 의해 지배를 받았다. 초기 스칸디나비아 반도의 철기 제품은 습지 철의 획득과 전형적인 관련이 있다. 스칸디나비아 반도의 핀란드와 에스토니아는 초기에 세련된 철기 제품을 선보이고 있고, 지금으로부터 3000년에서 2000년에 걸쳐 있으며 더 자세한 연대측정은 현재 불가능하다.
이러한 지식은 스칸디나비아의 비게르만과 연관되어 있다. 철제품과 아스베토스 토기는 스칸디나비아에서는 방열과 보온 용량에서 동일한 말이 된다.

## 같이 보기
- 세 시대 체계